# Международен музикален фестивал „Варненско лято“
Вижте пояснителната страница за други значения на Варненско лято.
Международният музикален фестивал „Варненско лято“ се провежда всяка година през юни-юли от 1963 г. Наследник е на най-стария музикален фестивал в България - Варненски музикални тържества, провеждан през 1926 – 1937 г.
Има многожанров характер – включва оперна, симфонична, камерна и хорова музика, цикли „Старинна музика“ и „Млади таланти“, балет, Международна лятна академия, летни научни срещи.
През своето 80-годишно съществуване фестивалът е спечелил национално и международно признание. Той допринася извънредно много за утвърждаването на българското музикално творчество и изпълнителско изкуство. Девизът на първите организатори „да се обединят най-добрите музикални сили на страната“ намира своите продължители в популяризирането на българската музикална култура. Редица български произведения са прозвучали за първи път в рамките на „Варненско лято“.
Цялостният облик на фестивала се характеризира с представянето на шедьоври на българската и световната музикална култура, с многожанрова насоченост и присъствие на изпълнители с международен престиж. Традиционно е участието на музикални институти от Варна и на именити български изпълнители и състави, прославили българското изпълнителско изкуство.
Впечатляващо е присъствието на чужди солисти, диригенти, симфонични и камерни оркестри, хорове, оперни ансамбли, балетни състави от световна величина Във фестивала са участвали редица известни състави и солисти: Балет на Унгарската опера, Балетен състав от Комише опер (Берлин), Болшой театър (Москва), Пикола скала (Милано), Дьор-балет, Кралски фландърски балет, Кралски шведски балет, Симфоничен оркестър на Лайпцигското радио, Симфоничен оркестър на Ленинградското радио, Симфоничен оркестър на Пражкото радио, Лионски симфоничен оркестър, Пражки симфоничен оркестър, Московска филхармония, Чешка филхармония, Дрезденска филхармония, Камерен оркестър на Ла Скала (Милано), Шуберт ансамбъл, квартет „Бородин“, Камера (Амстердам), Камера Траектина и др.
От 1984 г. в рамките на фестивала се провежда Лятна музикална академия. Майсторските класове се ръководят от педагози и изпълнители с международен авторитет. От 1993 г. „Варненско лято“ обогатява облика си с научни срещи.
Член е на Европейската асоциация на фестивалите.